# Inflikted
Inflikted är debutalbumet med thrash metal-bandet Cavalera Conspiracy som släpptes den 25 mars 2008. Detta är bröderna Cavaleras första album på 12 år sedan lanseringen av Sepulturas Roots, som blev deras sista album tillsammans.
Max Cavalera har angett att musiken på Inflikted skulle likna det tidiga Sepultura med influenser av thrash metal, death metal och även hardcoreinfluenser. Albumet har även gäst musiker som Maxs styvson Richie Cavalera och basisten Rex Brown (Pantera, Down) medverkar i.
Albumets spelades in på Undercity Studios i Los Angeles i juli 2007 tillsammans med producenten Logan Mader (före detta Machine Head och Soulfly gitarrist) från Dirty Icon Production.
Bandet gjorde även en musikvideo till låten "Sanctuary" och den finns i två versioner. Den ena är censurerad och den andra är ocensurerad.

## Låtlista
1. "Inflikted" - 4:32
2. "Sanctuary" - 3:23
3. "Terrorize" - 3:38
4. "Black Ark" - 4:55
5. "Ultra-Violent" - 3:48
6. "Hex" - 2:38
7. "The Doom of All Fires" - 2:12
8. "Bloodbrawl" - 5:42
9. "Nevertrust" - 2:23
10. "Hearts of Darkness" - 4:30
11. "Must Kill" - 5:56

### Bonusspår
1. "The Exorcist" (Possessed cover) - 3:26
2. "In Conspiracy" - 3:51

## Medverkande
- Max Cavalera - sång, gitarr
- Igor Cavalera - trummor
- Marc Rizzo - gitarr, bakgrundssång på "Sanctuary"
- Joe Duplantier - bas, bakgrundssång på "Black Ark" och "Ultra-Violent", gitarr på "Inflikted, "Black Ark" och "Ultra-Violent"
- Richie Cavalera - Gäst sång på "Black Ark"
- Rex Brown - bas på "Ultra-Violent"